# Honor Blackman
Honor Blackman (født 22. august 1925, død 5. april 2020) var en engelsk skuespillerinde. Hun medvirkede i engelske film siden midten af 1940'erne og fik sit gennembrud i 1962, da hun blev valgt til rollen som Cathy Gale i Tv-serien The Avengers. I 1964 fik hun rollen som Pussy Galore i James Bond-filmen Goldfinger.